# Георг Коссмала
Георг Коссмала (нім. Georg Koßmala; 22 жовтня 1896 — 5 березня 1945) — німецький воєначальник, генерал-майор вермахту (1 січня 1945). Кавалер Лицарського хреста Залізного хреста з дубовим листям.

## Біографія
Учасник Першої світової війни. 31 травня 1920 року демобілізувався та вступив на службу до поліції. 15 жовтня 1935 року прийнятий у вермахт, командир роти. З 10 листопада 1938 року — командир 3-го батальйону 38-го піхотного полку (до 1939). Учасник Польської кампанії, під час якої був тяжко поранений. З 13 вересня 1940 року — командир 1-го батальйону 222-го піхотного полку, потім — 1-го батальйону 570-го піхотного полку. З 18 березня 1941 року — командир 3-го охоронного, з 5 липня 1942 року — 6-го піхотного полку. Відзначився у боях під Дем'янськом та на Ленінградському напрямку. З 16 серпня 1944 року — командир 32-ї піхотної, з 15 вересня 1944 року — 272-ї народно-гренадерської, з 16 грудня 1944 року — 344-ї піхотної дивізії на Західному фронті. Загинув у бою.

## Нагороди
- Залізний хрест 2-го і 1-го класу
- Почесний хрест ветерана війни з мечами
- Медаль «За вислугу років у Вермахті» 4-го, 3-го, 2-го і 1-го класу (25 років)
- Застібка до Залізного хреста
  - 2-го класу (6 жовтня 1939)
  - 1-го класу (22 серпня 1941)
- Нагрудний знак «За поранення» в сріблі
- Лицарський хрест Залізного хреста з дубовим листям
  - лицарський хрест (13 березня 1942)
  - дубове листя (№435; 26 березня 1944)
- Відзначений у Вермахтберіхт (25 серпня 1944)